# Conrad Ferdinand Meyer
Conrad Ferdinand Meyer (ur. 11 października 1825 w Zurychu, zm. 28 listopada 1898 w Kilchberg koło Zurychu) – szwajcarski pisarz literackiego okresu realizmu. Pisał głównie nowele historyczne, powieści i lirykę. Wraz z Gottfriedem Kellerem i Jeremiasem Gotthelfem zalicza się go do najważniejszych niemieckojęzycznych autorów szwajcarskich XIX w.
Dla uczczenia pamięci Conrada Ferdinanda Meyera miasto Zürich ufundowało coroczną nagrodę literacką Conrad Ferdinand Meyer Preis.

## Dzieła

### Nowele, powieści
- Das Amulett, 1873
- Jürg Jenatsch, 1876
- Der Schuß von der Kanzel, 1878
- Der Heilige, 1880
- Plautus im Nonnenkloster, 1882
- Gustav Adolfs Page, 1882
- Das Leiden eines Knaben, 1883
- Die Hochzeit des Mönchs, 1884
- Die Richterin, 1885
- Die Versuchung des Pescara, 1887
- Angela Borgia, 1891

### Epose wierszowane
- Huttens letzte Tage, 1872
- Engelberg, 1872

### Liryka
- Zwanzig Balladen von einem Schweizer, 1864
- Romanzen und Bilder, 1869
- Gedichte, 1882

## Opracowania
- Klauspeter Bungert: Die Felswand als Spiegel einer Entwicklung. Der Dichter C. F. Meyer als Gegenstand einer psychologischen Literaturstudie. Berlin: Frieling 1994.
- Tamara S. Evans: Formen der Ironie in Conrad Ferdinand Meyers Novellen. Bern u.a.: Francke 1980.
- Erich Everth: Conrad Ferdinand Meyer. Dichtung und Persönlichkeit. Dresden: Sibyllen-Verlag 1924.
- Karl Fehr: Conrad Ferdinand Meyer. 2. Aufl. Stuttgart: Metzler 1980. (= Sammlung Metzler; M 102; Abt. D, Literaturgeschichte)
- Karl Fehr: Conrad Ferdinand Meyer. Auf- und Niedergang seiner dichterischen Produktivität im Spannungsfeld von Erbanlagen und Umwelt. Bern u.a.: Francke 1983.
- Ulrich Henry Gerlach: Conrad-Ferdinand-Meyer-Bibliographie. Tübingen: Niemeyer 1994.
- Thomas Grossenbacher: Studien zum Verhältnis von Literatur und Moral an ausgewählten Werken des schweizerischen bürgerlichen Realismus. Bern u.a.: Haupt 1984. (= Sprache und Dichtung; N.F.; 35)
- David A. Jackson: Conrad Ferdinand Meyer. Mit Selbstzeugnissen und Bilddokumenten. Reinbek bei Hamburg: Rowohlt 1991. (= Rowohlts Monographien; 238)
- Andrea Jäger: Conrad Ferdinand Meyer zur Einführung. Hamburg: Junius 1998. (= Zur Einführung; 179)
- Andrea Jäger: Die historischen Erzählungen von Conrad Ferdinand Meyer. Zur poetischen Auflösung des historischen Sinns im 19. Jahrhundert. Tübingen u.a.: Francke 1998.
- Christof Laumont: Jeder Gedanke als sichtbare Gestalt. Formen und Funktionen der Allegorie in der Erzähldichtung Conrad Ferdinand Meyers. Göttingen: Wallstein-Verlag 1997.
- Conrad Ferdinand Meyer 1825-1898. Gedenkband zum 100. Todesjahr. Hrsg. v. Hans Wysling. Zürich: Verlag Neue Zürcher Zeitung 1998.
- Conrad Ferdinand Meyer. Die Wirklichkeit der Zeit und die Wahrheit der Kunst, hrsg. v. Monika Ritzer. Tübingen u.a.: Francke 2001.
- John Osborne: Vom Nutzen der Geschichte. Studien zum Werk Conrad Ferdinand Meyers. Paderborn: Igel-Verl. Wiss. 1994. (= Reihe Literatur- und Medienwissenschaft; 32; Kasseler Studien zur deutschsprachigen Literaturgeschichte; 5)
- Peter Sprengel: Von Luther zu Bismarck. Kulturkampf und nationale Identität bei Theodor Fontane, Conrad Ferdinand Meyer und Gerhart Hauptmann. Bielefeld: Aisthesis-Verl. 1999.